# Bayapo Ndori
Bayapo Ndori (ur. 20 czerwca 1999) – botswański lekkoatleta specjalizujący się w biegach sprinterskich.
W 2021 zdobył brązowy medal igrzysk olimpijskich w Tokio w biegu rozstawnym 4 × 400 metrów. Uzyskany przez Botswańczyków czas (2:57,27) jest aktualnym rekordem Afryki na tym dystansie. W 2022 zdobył dwa medale mistrzostw Afryki, złoty w sztafecie 4 × 400 metrów i srebrny w konkurencji biegu na 400 metrów oraz srebrny medal w sztafecie 4 × 400 metrów na igrzyskach Wspólnoty Narodów w Birmingham. Wicemistrz olimpijski w sztafecie 4 × 400 metrów (2024).
Rekord życiowy w biegu na 400 metrów: 44,10 (20 kwietnia 2024, Nairobi).

## Osiągnięcia
| Rok  | Impreza                    | Miejsce      | Konkurencja                      | Pozycja    | Wynik   |
| ---- | -------------------------- | ------------ | -------------------------------- | ---------- | ------- |
| 2021 | Igrzyska olimpijskie       | Tokio        | sztafeta 4 × 400 metrów          | 3. miejsce | 2:57,27 |
| 2022 | Mistrzostwa Afryki         | Saint-Pierre | bieg na 400 metrów               | 2. miejsce | 45,35   |
| 2022 | Mistrzostwa Afryki         | Saint-Pierre | sztafeta 4 × 400 metrów          | 1. miejsce | 3:04,27 |
| 2022 | Mistrzostwa świata         | Eugene       | bieg na 400 metrów               | 6. miejsce | 45,29   |
| 2022 | Mistrzostwa świata         | Eugene       | sztafeta 4 × 400 metrów          | 6. miejsce | 3:00,14 |
| 2022 | Igrzyska Wspólnoty Narodów | Birmingham   | sztafeta 4 × 400 metrów          | 2. miejsce | 3:01,85 |
| 2023 | Mistrzostwa świata         | Budapeszt    | bieg na 400 metrów               | półfinał   | DNF     |
| 2024 | Igrzyska afrykańskie       | Akra         | sztafeta 4 × 400 metrów          | 2. miejsce | 2:59,32 |
| 2024 | Igrzyska afrykańskie       | Akra         | sztafeta mieszana 4 × 400 metrów | 2. miejsce | 3:13,99 |
| 2024 | World Athletics Relays     | Nassau       | sztafeta 4 × 400 metrów          | 1. miejsce | 2:59,11 |
| 2024 | Mistrzostwa Afryki         | Duala        | sztafeta mieszana 4 × 400 metrów | 3. miejsce | 3:15,93 |
| 2024 | Igrzyska olimpijskie       | Paryż        | bieg na 400 metrów               | półfinał   | 44,43   |
| 2024 | Igrzyska olimpijskie       | Paryż        | sztafeta 4 × 400 metrów          | 2. miejsce | 2:54,53 |

19 marca 2024 w Akrze botswańska sztafeta mieszana 4 × 400 metrów w składzie Collen Kebinatshipi, Lydia Jele, Bayapo Ndori i Obakeng Kamberuka ustanowiła czasem 3:13,99 rekord kraju na tym dystansie.
10 sierpnia 2024 w Paryżu botswańska sztafeta 4 × 400 metrów w składzie Bayapo Ndori, Collen Kebinatshipi, Antony Pesela i Letsile Tebogo ustanowiła czasem 2:54,53 rekord Afryki na tym dystansie.